# Davilla sessilifolia
Davilla sessilifolia är en tvåhjärtbladig växtart som beskrevs av Claudio Nicoletti de Fraga. Davilla sessilifolia ingår i släktet Davilla, och familjen Dilleniaceae. Inga underarter finns listade i Catalogue of Life.

## Bildgalleri

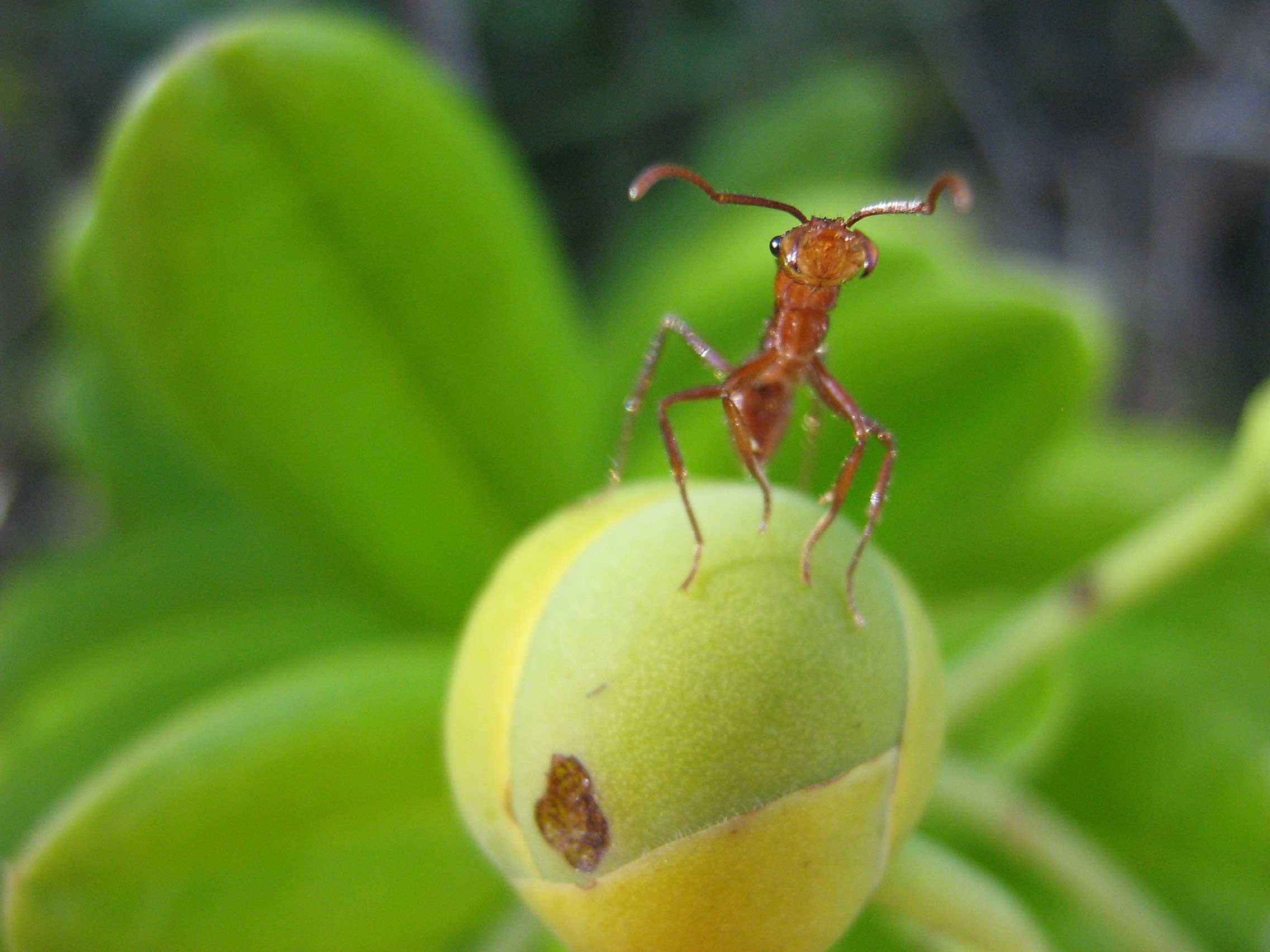
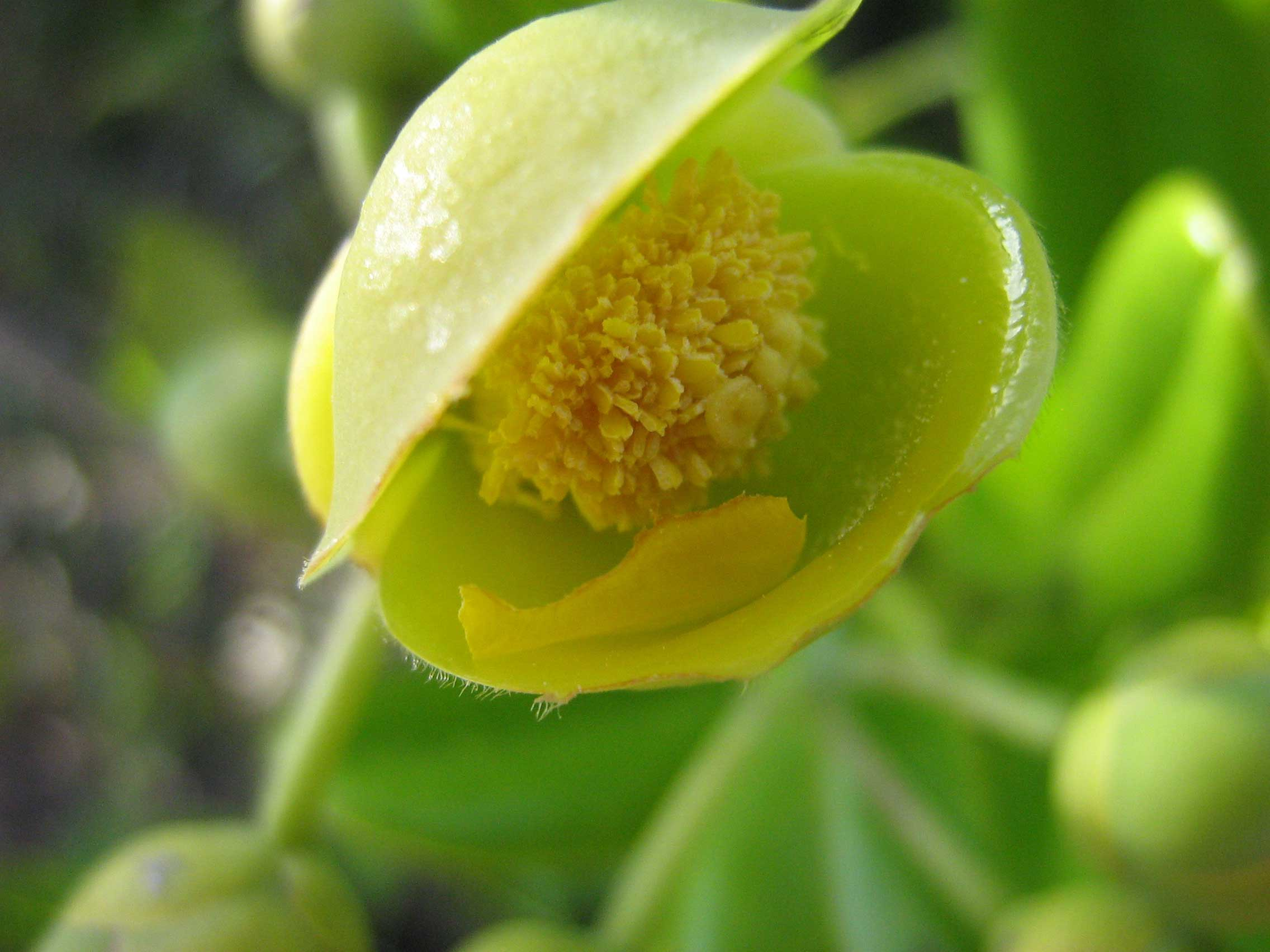
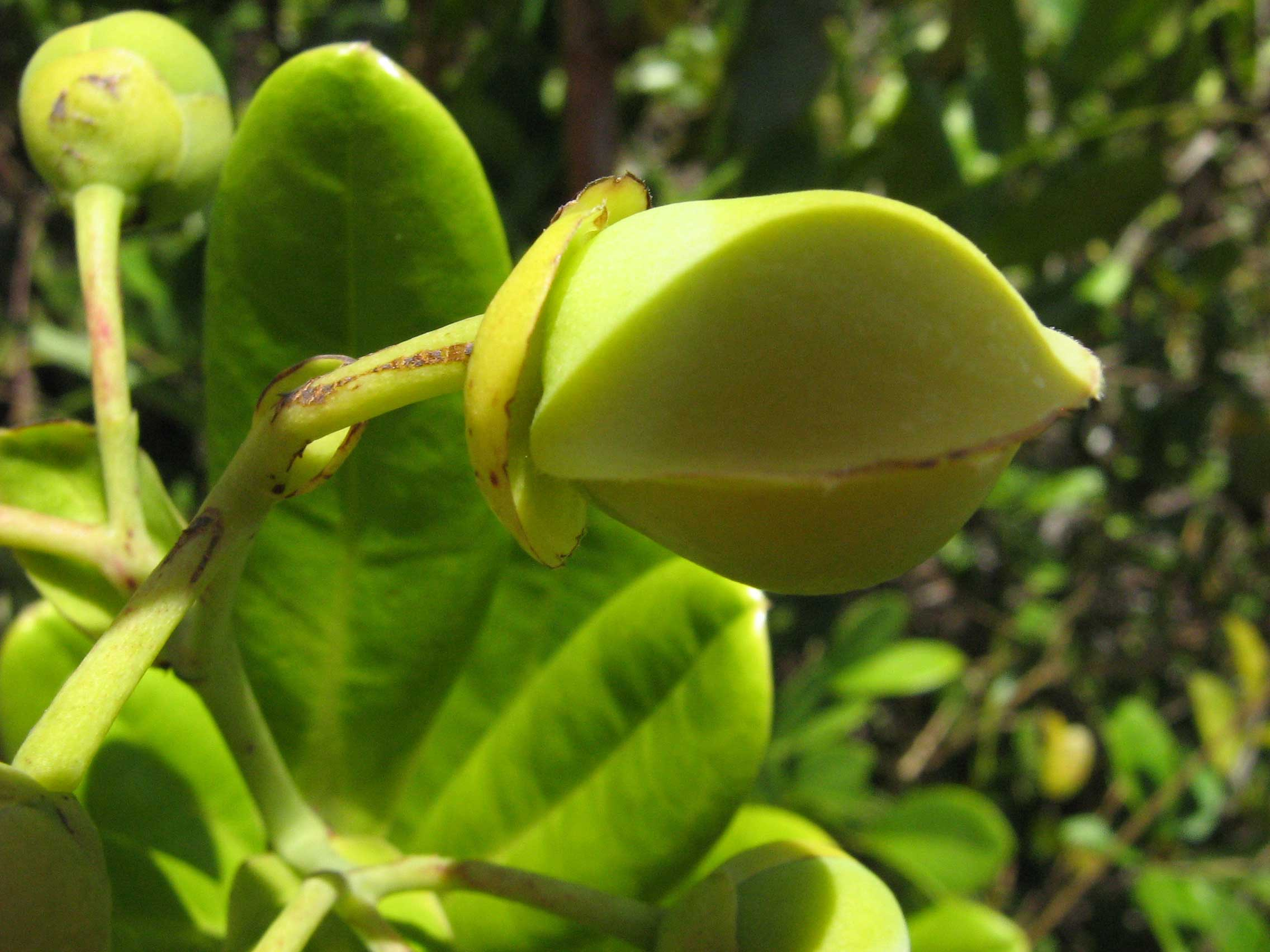